# 卡马里利亚斯
卡马里利亚斯，是西班牙阿拉贡自治区特鲁埃尔省的一个市镇。总面积50平方公里，总人口86人（2018年），人口密度2人/平方公里。